# Ernest McCulloch
 (octobre 2022).
Si vous disposez d'ouvrages ou d'articles de référence ou si vous connaissez des sites web de qualité traitant du thème abordé ici, merci de compléter l'article en donnant les références utiles à sa vérifiabilité et en les liant à la section « Notes et références ».
Pour les articles homonymes, voir McCulloch.
Ernest Armstrong McCulloch (27 avril 1926 - 20 janvier 2011) est un médecin professeur-chercheur ontarien (canadien), hématologue, codécouvreur en 1961, avec James Till, des cellules souches.
Professeur émérite de l'université de Toronto, il fut aussi directeur de l'Ontario Cancer Institute, au Princess Margaret Hospital (en).
Ernest McCulloch est mort le 20 janvier 2011 ,.